# カヤナルミ
カヤナルミ（賀夜奈流美、加夜奈留美、賀屋鳴比女）とは、『延喜式』に収録されている祝詞である「出雲国造神賀詞」に登場する神。「出雲国造神賀詞」では賀夜奈流美命と表記され、飛鳥坐神社・加夜奈留美命神社では加夜奈留美命と表記されている。飛鳥坐神社・加夜奈留美命神社では女神としている。

## 概要
『古事記』『日本書紀』に登場せず、その出自、名義、伝説についてはいずれも不明。
名義については、名前の「ナルミ」を同音の「鳴海（鳴り響く海）」の意とする説があり、『古事記』の大国主の系図に登場する鳥鳴海神（トリナルミ）や布忍富鳥鳴海神（ヌノシトミトリナルミ）（どちらも男神）との関連も考えられているが未詳である。
「出雲国造神賀詞」には「賀夜奈流美命乃御魂乎飛鳥乃神奈備尓坐天皇孫命能近守神登貢置天」と記述されており、大物主櫛瓶玉命、阿遅須伎高孫根乃命、事代主ともに皇室を守護する神として述べられている。『延喜式交替式』『類聚三代格』には賀屋鳴比女とある。
『日本三代実録』によると貞観元（859）年正月二七日に大和国の賀夜奈流美神を従五位下から正四位下にしたとされる。

## 祀る神社
- 飛鳥坐神社（奈良県高市郡明日香村飛鳥） - 主祭神  - 加夜奈留美命を祀る。
- 加夜奈留美命神社（奈良県高市郡明日香村栢森） - 主祭神  - 加夜奈留美命を祀る。
- 飛鳥神社（奈良県奈良市北京終町） - 主祭神  - 事代主神、加夜奈留美、宇須多岐比女命、不足留比女命、菅原道真を祀る。
- 大行事社（奈良県桜井市三輪平等寺） - 祭神  - 大神神社の末社。加屋奈流美神、事代主神、八尋鰐を祀る。